# 圣洛朗德拉普雷
圣洛朗德拉普雷（法語：Saint-Laurent-de-la-Prée，法語發音：[sɛ̃ loʁɑ̃ də la pʁe]）是法国滨海夏朗德省的一个市镇，位于该省西部偏北，属于罗什福尔区。

## 地理
圣洛朗德拉普雷（45°58'52"N, 1°2'28"W）面积27.51 平方千米，位于法国新阿基坦大区滨海夏朗德省，该省份为法国西部滨海省份，北起旺代省，西临大西洋，南至吉倫特省，东南接多爾多涅省，东北接德塞夫勒省接壤，东临夏朗德省。
与圣洛朗德拉普雷接壤的市镇（或旧市镇、城区）包括：布勒伊马涅、富拉、夏朗德河畔圣纳泽尔、韦尔热鲁、伊沃、巴尔克港。

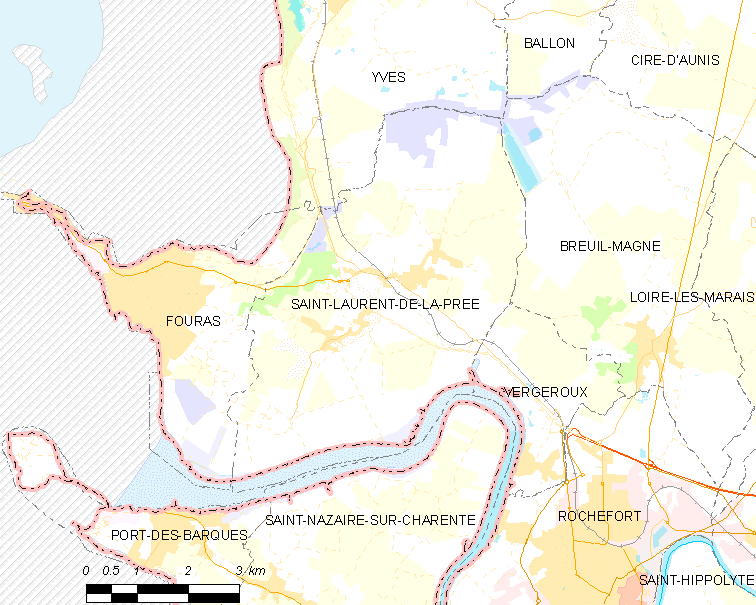
圣洛朗德拉普雷的OSM定位图

圣洛朗德拉普雷的时区为UTC+01:00、UTC+02:00（夏令时）。

## 行政
圣洛朗德拉普雷的邮政编码为17450，INSEE市镇编码为17353。

## 政治
圣洛朗德拉普雷所属的省级选区为沙泰拉永普拉日县。

## 人口

1962-2008年间圣洛朗德拉普雷人口变化图示

圣洛朗德拉普雷于2022年1月1日时的人口数量为2285人。